# أنظمة احتواء خلوية
تُستخدم أنظمة الاحتواء الخلوية (Cellular confinement systems-CCS) - على نطاق واسع في البناء للتحكم في تآكل التربة وتثبيتها على المنحدرات، وحماية القنوات، والتعزيز الهيكلي لدعم الأحمال والاحتفاظ بالتربة. أنظمة الاحتواء الخلوي النموذجية عبارة عن مواد مصنوعة من البوليمر- ويتم فرشها في الموقع لتكوين هيكل يشبه شبكة النحل- ومملوءة بالرمل أو التربة أو الصخور أو الحصى أو الخرسانة.

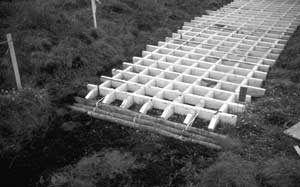
شبكة لاحتواء التربة